# Tarna Mare
Tarna Mare é uma comuna romena localizada no distrito de Satu Mare, na região histórica da Transilvânia. A comuna possui uma área de 44.05 km² e sua população era de 3904 habitantes segundo o censo de 2007.